# Лаутере
Ла́утере (латыш. Lautere) — населённый пункт в Мадонском крае Латвии. Входит в состав Аронской волости. Находится у региональной автодороги P30 (Цесис — Вецпиебалга — Мадона). Расстояние до города Мадона составляет около 14 км. Рядом расположено озеро Лаутерес.
По данным на 2017 год, в населённом пункте проживало 113 человек. Есть народный дом, библиотека, магазин, ряд компаний. Комплекс поместья Лаутере является объектом культурного наследия местного значения.

## История
Село сформировалось вокруг центральной усадьбы поместья Лаутере (Лаутернзее), впервые упомянутого в 1570 году.
В советское время населённый пункт был центром Аронского сельсовета Мадонского района. В селе располагалась центральная усадьба совхоза «Виесиена».